# Pik Nemo
Pik Nemo (rusky Пик Немо) je stratovulkán, který se nachází na severním konci ostrova Onekotan na Kurilských ostrovech v Rusku. Je zkrácen dvěma vnořenými kalderami, přičemž kužel samotného Pik Nema se nachází na jihozápadním konci části kaldery v nejmladší kaldeře a kráterové jezero, částečně vyplňující její severovýchodní část, má název Černé jezero.

## Geografie
Pik Nemo se nachází na ostrově Onekotan na Kurilských ostrovech. Pik Nemo leží na severním konci ostrova; na jižním konci se nachází Tao Rusyrská kaldera. Obě sopky vyvrhly dohromady kolem 120 až 130 kubických kilometrů tefry a pokrývají celé mořské dno Ochotského moře.

## Geologie
Pik Nemo vytvořil několik kalder. Dvě starší mají průměr 11 kilometrů a navzájem se překrývají, s průměrnou nadmořskou výškou základny 50 až 100 metrů. Hřeben Sovětskij omezuje tyto kaldery na východ. Sopka předcházející Nemu je známá jako Mědnij. Ledová eroze ohladila starší vulkanická centra. Ignnimbrity vyplňují tyto kaldery.
V této kaldeře se nachází stratovulkán s menší 5 kilometrů širokou kalderou; Pik Nemo se nachází v této menší kaldeře. Toto tvoří tzv. sopku Somma. V severo-severovýchodní části této kaldery se nachází Černé jezero. Kaldera se otevírá směrem k Ochotskému moři.
Důkazy naznačují, že vrchol Pik Nema obsahuje jihozápadní kráter naplněný dnešním kuželem a kráterem, který je zase vyplněn lávovou kupolí. Menší kužel sopky na severozápadní straně Pik Nema byl zničen sopečným výbuchem. Lávové proudy se táhnou dolů z vrcholku oblasti Pik Nema a jsou pokryty struskou.
Komplex je obklopen staršími skalami, některými z třetihor. Na jihu hraničí komplex se starými sopečnými horninami Tao-Rusyr a Šestakov. Další sopka Asyrmintar se nachází na severovýchodním okraji dvou starších kalder; Asyrmintar je erodovaný zbytek sopky.

## Petrologie
Nemo je andezitová sopka. Byl zde nalezen čedičový andezit a dacit.
Augit, hypersthen, labradorit, olivín a pyroxen jsou minerály nalezené v lávě sopky Nemo.

## Eruptivní historie
Pik Nemo je jednou z nejaktivnějších sopek na Kurilských ostrovech a již 300 tisíc let je místem katastrofických erupcí sahajících až do pleistocénu. Takové velké erupce uvolňovaly velké množství pyroklastických látek. Nejstarší erupce nastaly před 199 až 200 tisíci lety. Podrobné historie erupcí se však těžko datují.
Zdá se, že starší kaldera Nema předchází poslednímu zalednění, zatímco mladší má postglaciální věk. Nemo I vzniklo před 40 až 45 tisíci lety a Nemo III před 25 až 24,5 tisíci lety či 26 tisíci lety; radiokarbonové datování uvádí dobu před 24 500±740 lety. Dnešní Pik Nemo vznikl před 9 050±100 nebo 9 130±140 lety dle radiokarbonového datování.
Holocenní vulkanická aktivita zahrnuje emise tefry a lávových proudů s erupcemi každých 1400 až 1200 let od 3800 let před současností. Růst lávové kopule za posledních 600 let byl doprovázen freatickou aktivitou. Tefrachronologie potvrzuje výskyt erupcí 1 350, 750 n. l., 550±100 př. n. l., 1 850 př. n. l., 3 050 př. n. l., 5 550 př. n. l. a 7 050 př. n. l.
Pik Nemo je spící sopka. Byla místem sopečných erupcí v 17. století, v letech1938 a 1906. Tato poslední erupce je pravděpodobně spojena s vytvořením sopečného dómu. Oblast vrcholu se vyznačuje aktivitou fumarol, ke které dochází v sopečném dómu. Budoucí vulkanická činnost zahrnující střední nebo velké erupce je pravděpodobná; tefra se bude šířit na východ-severovýchod.

### Tefra
Pik Nemo se jeví jako zdroj několika vrstev tefry nalezených v Ochotském moři s názvem K2 a K3. Tyto tefry se nachází v moři na 800 čtverečných kilometrech u ostrova Onekotan; ale její umístění se nepřekrývá: tefry K2 se rozprostírají na severozápad od Onekotanu a pyroxeny krystalizují za různých podmínek. Objem tefry K2 se odhaduje na přibližně 9 kubických kilometrů. Tato tefra má ryolitické složení.
Není jasné, zda pochází z různých fází stejné erupce, ale vzhledem k jejich odlišnému ložení jsou to určitě různé tefry. Potenciálně byla K3 tvořena kalderotvornou erupcí Nema II a K2 erupcemi Nema III. Alternativní návrh připisuje K3 kaldeře Nemo I.